# Rebecca Zlotowski
Rebecca Zlotowski (Paris, 21 de abril de 1980) é uma cineasta e roteirista francesa.

## Filmografia[2]
- 2010 : Belle Épine
- 2013 : Grand Central
- 2016 : Além da Ilusão (Planetarium)
- 2019 : Une fille facile